# 古津 (新潟市)
古津（ふるつ）は、新潟県新潟市秋葉区の町字。郵便番号は956-0847。

## 概要
1889年（明治22年）から現在の大字。信濃川右岸、新津丘陵中部に位置する。
もとは江戸時代から1889年（明治22年）まであった古津村の区域の一部で、地名は、かつては内湾に臨む船着き場で、新しい津である新津と対になる古港を意味する。

### 隣接する町字
北から東回り順に、以下の町字と隣接する。
- 西島
- 西古津
- 朝日
- 割町
- 金津
- 蒲ヶ沢
- 竜玄
- 梅ノ木

## 歴史
開発年代は不明、はじめは新発田藩領、1789年（寛政元年）から幕府領となる。

### 分立した町字
1889年（明治22年）以後に、以下の町字が分立。
西古津（にしふるつ）
古津から分立した町字。

### 年表
- 1889年（明治22年）4月1日 : 合併により津島村の大字となり、村役場所在地となる。
- 1901年（明治34年）11月1日 : 合併により金津村の大字となり、村役場所在地となる。
- 1955年（昭和30年）4月1日 : 合併により新津市の大字となる。
- 2005年（平成17年）3月21日 : 合併により新潟市の大字となる。
- 2007年（平成19年）4月1日 : 新潟市の政令指定都市移行により、秋葉区の大字となる。

## 世帯数と人口
2018年（平成30年）1月31日現在の世帯数と人口は以下の通りである。
| 大字 | 世帯数  | 人口  |
| ---- | ------- | ----- |
| 古津 | 357世帯 | 895人 |

## 小・中学校の学区
市立小・中学校に通う場合、学区は以下の通りとなる。
| 番地 | 小学校             | 中学校             |
| ---- | ------------------ | ------------------ |
| 全域 | 新潟市立金津小学校 | 新潟市立金津中学校 |

## 主な企業・施設
- 新潟市立金津小学校
- 新津フラワーランド

## 交通
- 国道403号
- 新潟県道320号新津小須戸線